# اریک بتز (بازیکن فوتبال)
اریک بتز (انگلیسی: Eric Betts; ۲۷ ژوئن ۱۹۲۵ – ۱۶ مارس ۱۹۹۰) بازیکن فوتبال بود.
از باشگاه‌هایی که در آن بازی کرده‌است می‌توان به باشگاه فوتبال کاونتری سیتی و باشگاه فوتبال وستهام یونایتد اشاره کرد.